# Indywidualne Mistrzostwa Szwecji na Żużlu 1974
Indywidualne Mistrzostwa Szwecji na Żużlu 1974 – cykl turniejów żużlowych, mających wyłonić najlepszych żużlowców szwedzkich. Tytuł wywalczył Tommy Jansson (Smederna Eskilstuna).

## Finał
- Eskilstuna, 20 września 1974

| Msc. | Zawodnik               | Klub                 | Pkt |  |  |
| ---- | ---------------------- | -------------------- | --- |  |  |
| 1    | Tommy Jansson          | Smederna Eskilstuna  | 15  |  |  |
| 2    | Anders Michanek        | Getingarna Sztokholm | 14  |  |  |
| 3    | Tommy Johansson        | Dackarna Målilla     | 13  |  |  |
| 4    | Christer Sjösten       | Lindarna Lindesberg  | 11  |  |  |
| 5    | Bernt Persson          | Indianerna Kumla     | 11  |  |  |
| 6    | Hans Holmqvist         | Indianerna Kumla     | 9   |  |  |
| 7    | Bengt Jansson          | Smederna Eskilstuna  | 9   |  |  |
| 8    | Stefan Salmonsson      | Smederna Eskilstuna  | 8   |  |  |
| 9    | Christer Löfqvist      | Bysarna Visby        | 6   |  |  |
| 10   | Lars-Åke Andersson     | Njudungarna Vetlanda | 5   |  |  |
| 11   | Käll Haage             | Lejonen Gislaved     | 5   |  |  |
| 12   | Lars Jansson           | Valsarna Hagfors     | 5   |  |  |
| 13   | Berndt Johansson       | Bysarna Visby        | 3   |  |  |
| 14   | Eddie Davidsson        | Valsarna Hagfors     | 3   |  |  |
| 15   | rez. Stefan Johansson  | Njudungarna Vetlanda | 2   |  |  |
| 16   | Sven Nilsson           | Bysarna Visby        | 1   |  |  |
| 17   | Bengt Larsson          | Örnarna Mariestad    | 0   |  |  |
| 18   | rez. Kenneth Selmosson | Kaparna Göteborg     | 0   |  |  |